# サキナビル
サキナビル（Saquinavir）は、HIV/AIDSのHAART療法に用いられる経口抗ウイルス薬の一つである。HIVのプロテアーゼを阻害する。商品名インビラーゼ。通常リトナビルやロピナビル・リトナビル合剤と併用される。
WHO必須医薬品モデル・リストに収載されている。

## 効能・効果
- HIV感染症[3][1]

必ず他の抗HIV薬と併用する様に定められている。リトナビルと併用する事でサキナビルの生物学的利用能が向上する。代表的な併用薬は、リトナビルまたはロピナビル・リトナビル合剤である。

## 副作用
添付文書に記載されている重大な副作用は、自殺企図、錯乱、痙攣、協調運動障害、膵炎（0.3%）、腸管閉塞、腹水、重度の肝機能障害、肝炎（0.3%）、黄疸、門脈圧亢進、高血糖（1.9%）、糖尿病（1.3%）、汎血球減少症（0.3%）、溶血性貧血、白血球減少症（1.3%）、好中球減少症（0.3%）、血小板減少症（2.2%）、出血、血栓性静脈炎、末梢血管収縮、急性骨髄性白血病、皮膚粘膜眼症候群（Stevens-Johnson症候群）、腎結石症、無力症、多発性関節炎である。（未記載は頻度不明）
頻度の多い副作用は、嘔気（5.7%）、嘔吐、下痢（5.7%）、軟便、腹部不快感、倦怠感である。重篤な副作用として、QT延長症候群、房室ブロック、高脂血症（7.6%）がある。
妊婦への危険性はないと思われるが、安全性は確立されていない。

## 生物学的利用能と薬物相互作用
サキナビルを単剤で服用した場合の生物学的利用能は低い。生物学的利用能を改善したソフトカプセル製剤でも充分に高いとは言えなかった。
プロテアーゼ阻害薬の一つであるリトナビルを併用している患者で生物学的利用能が著しく向上していることが臨床的に見出された。患者にとってはHIV複製の抑制に必要なサキナビル服用量が少なくなり、大きなメリットであった。
その機序は当初は明らかではなかったが、後にリトナビルがシトクロムP450の一種CYP3A4を阻害していることが判明した。通常この酵素はサキナビルを不活性化するが、リトナビルがCYP3A4を阻害する事でサキナビルの血中濃度が大幅に上昇していた。加えて、リトナビルは多剤輸送体を阻害していたが、その影響は少なかった。
他のプロテアーゼ阻害薬と異なり、サキナビルの吸収はオメプラゾールの併用で増加する。

## 作用機序
サキナビルはプロテアーゼ阻害薬である。プロテアーゼは蛋白質を小さな断片に分解する酵素である。HIVプロテアーゼは宿主細胞内でのウイルス複製ならびに成熟ウイルス粒子の細胞からの放出の双方に関与している。サキナビルはHIVプロテアーゼの活性部位に結合し、ウイルスのポリ蛋白質の開裂を妨げてウイルスの成熟を阻害する。サキナビルはHIV-1プロテアーゼとHIV-2プロテアーゼの両方を阻害する。

## 承認

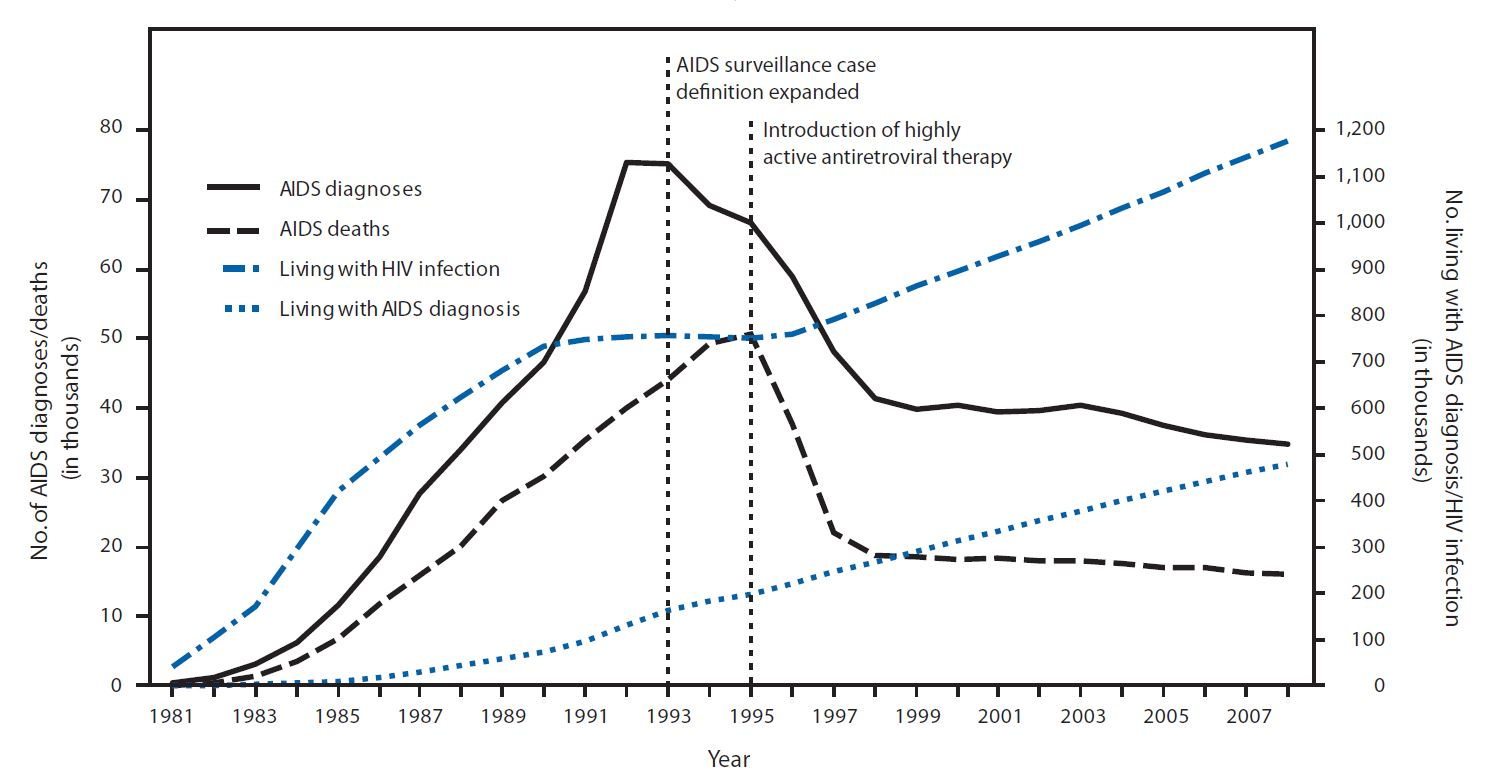
米国でのAIDS死亡者数はサキナビル承認後に約50,000人/年から18,000人/年に減少した。

サキナビルは1995年に米国で承認された初のプロテアーゼ阻害薬で6番目の抗レトロウイルス薬である。FDAの迅速承認制度の対象となった。この決定を巡って、早期承認を求めるAIDS活動家と慎重な治験・審査を求める人々との間で論争が起こった。サキナビル承認後2年間で米国でのHIVによる死亡者数は2⁄5以下に減少した。1997年には生物学的利用能を改善したソフトカプセルが承認されたが、リトナビルとの併用がなされる中で需要が低迷し、2006年初頭に供給が停止された
日本では1997年9月に承認された:1。当初は200mg硬カプセルのみで、投与量が600mg×3回/日であったが、リトナビルとの併用（サキナビル1,000mg×2回/日）が推奨される様になり、服薬の負担を軽減するために500mg錠が開発され、2006年9月に承認された。

### 剤形
- 錠剤500mg（メシル酸塩として571.5mg）
- 硬カプセル200mg（メシル酸塩として228.7mg）
- 軟カプセル（微乳化剤[12]）は2006年に市場から撤退した[13]。